# 共用隧道
59°55′25″N 10°44′38″E / 59.92361°N 10.74389°E
共用隧道（挪威語：Fellestunnelen），有時也稱為共用線（挪威語：Fellesstrekningen），是奧斯陸地鐵營運中的一條隧道。該隧道穿越挪威奧斯陸的市中心地下，全長7.3（4.5英里），共有6座車站。該隧道得名自奧斯陸地鐵的所有路線皆經過此隧道的緣故。隧道自從開通後便是奧斯陸地鐵的瓶頸：由於只有雙線，每小時只能通行52輛列車（西行24輛，東行28輛）。
此隧道興建時拆分為2部分：西段（少校宮站經沃基里廣場站至國家劇院站）和東段（鐵路廣場站經格倫蘭站至泰恩站）。西段首先於1928年通車，東段則於1966年通車。連接西段和東段的隧道和市中心站一同於1977年通車，但在1983年因為車站的滲漏問題嚴重而關閉改建，同時西段和東段分別營運。1987年重新開放並更名為挪威議會站，並在1993年地鐵升級的過程中關閉了沃基里廣場站。
隧道的兩端分別為少校宮站和泰恩和恩舍站之間的軌道。從少校宮站可連接霍爾門科倫線、勒阿線和松恩湖線；從泰恩站可連接蘭伯斯特線和格魯呂線。

## 路線走向

奧斯陸地鐵路網圖。下方所有路線通過處為共用隧道。

共用隧道經過奧斯陸的市中心的混合式住宅區及商業區。隧道呈西北－東南走向穿越地下，共設6站（由西至東）：少校宮站、國家劇院站、挪威議會站、鐵路廣場站、格倫蘭站和泰恩站。在泰恩站相連的格魯呂線隧道以及其聯絡恩舍站的支線有時也會被視為共用隧道的延伸（從泰恩站到卡爾·貝爾納廣場站）。

## 服務

### 班距
奧斯陸地鐵的所有營運中路線（弗隆納塞特倫－貝格克呂斯塔倫線、厄斯特羅斯－埃林斯呂多森線、庫爾索斯－莫滕斯呂線、韋斯特利－貝格克呂斯塔倫線和松恩湖－韋斯特利線）皆通過共用隧道。大部分情況下，各路線有約15分鐘的班距，在傍晚和星期日早上會延長為30分鐘。厄斯特羅斯－埃林斯呂多森線和庫爾索斯－莫滕斯呂線的班距則為7.5分鐘。從少校宮站到泰恩站的車程約為8分鐘。

### 轉乘
在少校宮站、國家劇院站、挪威議會站和鐵路廣場站可以轉乘奧斯陸電車。在國家劇院站和鐵路廣場站可以轉乘挪威國家鐵路的國家劇院站（但只能轉乘德拉門線短程列車）和奥斯陆中央车站。除格倫蘭站外，各站皆可轉乘公車。營運商奧斯陸軌路公司的母公司Ruter建議旅客在格倫蘭站進行同向跨線轉乘。

## 歷史

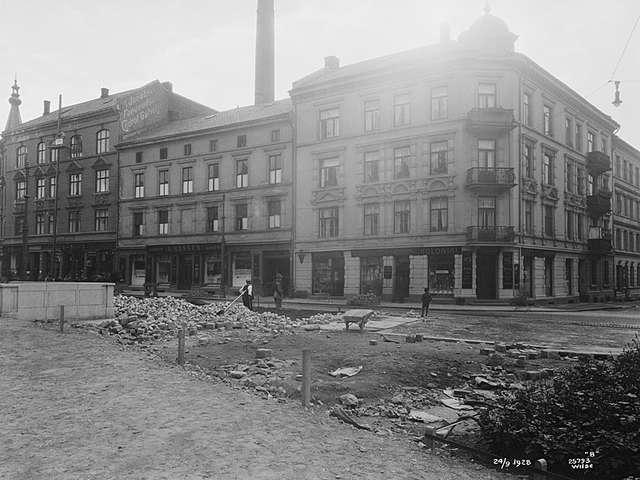
1928年沃基里廣場站的建築工地。

### 西段
霍爾門科倫線（當時為電車線）於1898年通車，聯絡市郊的霍爾門科倫和靠近市區的少校宮。但是終點站少校宮對於要前往市中心的旅客不夠便利，仍需轉乘路面電車才能抵達。為了解決問題，霍爾門科倫線的營運商提出2種方案：第1個方案是和克里斯蒂安尼亞電車簽屬協議與其旗下的布里斯克比線直通運行以到達市中心；第2個方案是建造1座通往市中心的隧道。1901年，霍爾門科倫鐵路公司向市政府提出興建隧道的申請，但對於新路線的分類有所分歧：市政府認為此路線屬於電車線，但營運商認為該路線屬於一般鐵路。 
1907年11月，霍爾門科倫鐵路公司二度提出申請，預計興建一條單線鐵路到卡爾約翰斯門和腓特烈門的路口處（現今的國家劇院外），預計投入150萬挪威克朗。但市議會的議員認為新路線會導致現有路線客源流失，而且會加速市內居民外移到霍爾門科倫線沿線地區及比鄰的阿克爾市，進而影響稅收。1909年市議會在致市政府的信件中表示議會反對建設隧道，但到了1911年6月議會改變了主意，要求將終點站改設在卡爾約翰斯門和盧斯克路的路口處（現今的國家劇院站外），但霍爾門科倫鐵路公司拒絕這個提議。1909年5月27日，阿克爾市議會表決通過興建隧道，隨後挪威議會也在1911年5月27日表決通過，12月15日霍爾門科倫鐵路公司藉由皇家法令的執行獲得60年經營特許權。

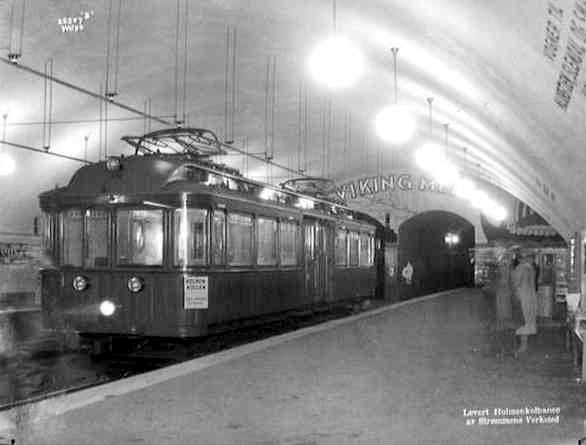
1928年的國家劇院站。

隧道從1912年開始動工，但鐵路公司尚未與市政府對於終點站位置達成共識。同年10月，位於沃基里廣場的工地發生坍塌，導致30多幢建物受損，業主威脅鐵路公司提出訴訟以取得賠償。 到了1914年10月，由於終點站仍未確定，因此隧道工程停擺，皇宮公園到終點站的隧道仍未建築。鐵路公司堅持要將終點站設在腓特烈門路口，而市政府則是想要設在盧斯克路路口。
1915年，市政府開啟了市內電車路網設計徵稿競賽，但直到1917年才發出邀請函。1919年9月，執行委員會根據1918年勝利者的設計，討論未來路網擴張的方向。首先，立勒克線延伸至少校宮。第二，要在市中心建築一座從少校宮到大廣場、瓦特蘭的隧道，並且可以向東延伸，與現今的地鐵共用隧道和電車厄克堡線走向相似。另外，還要興建自大廣場至克薩斯的支線。最後，委員會想要在市區北側興建一條路線以在市區形成一條環線，走向與現今的地鐵環線相似。
新的計畫使市政府被迫重新考慮隧道的終點站。執行委員會提議將終點設在埃茲沃斯廣場，但在1920年7月13日被市議會否決。鐵路公司建議籌組一個委員會解決問題，被市議會採納。1921年9月，委員會公布結果並向議會提案：隧道將沿著霍爾門科倫鐵路公司主張的路線興建，而臨時終點站會設在國家劇院後方的廣場。專家認為這樣的路線在施工時不會造成周遭建築物的損害。1921年10月13日，議會通過了委員會的提案。

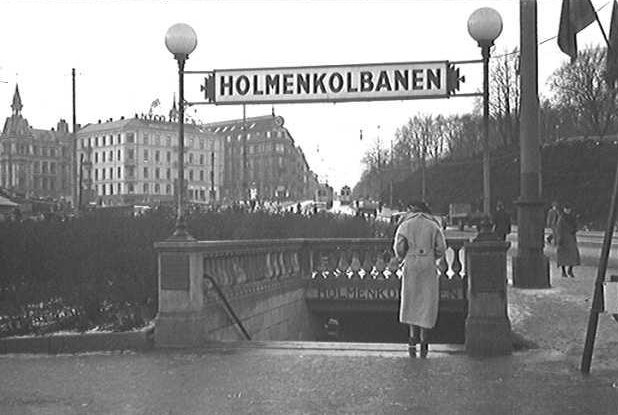
1935年國家劇院站的出口。

1923年6月委員會要求鐵路公司除了在國家劇院後方興建臨時終點站，還要求隧道需延伸到學生林地下並且預留未來永久站的空間。霍爾門科倫鐵路公司不同意新協議，直到1924年4月3日才同意協商過後的新版本協議。然而，由於勒阿線連接到少校宮、松恩湖線的計畫和霍爾門科倫線的擁擠，鐵路公司必須將隧道改為雙線。為了爭取到更多施工經費，鐵路公司借款1150萬挪威克朗。
1925年奧斯陸地方法院判決霍爾門科倫鐵路公司在沃基里廣場工地坍塌事件中無罪，並在1926年1月15日重新授予其特許權，並且要求隧道要在1928年底前通車。鐵路公司計畫將1912年的坍塌處作為新車站（儘管只離少校宮300公尺），但期間由於挪威國家鐵路德拉門線延伸計畫而暫停：延伸的線路將經過隧道上方，因此隧道的深度要增加。最後此計畫於1926年取消，而隧道的第二條路軌也以原來的深度建造。

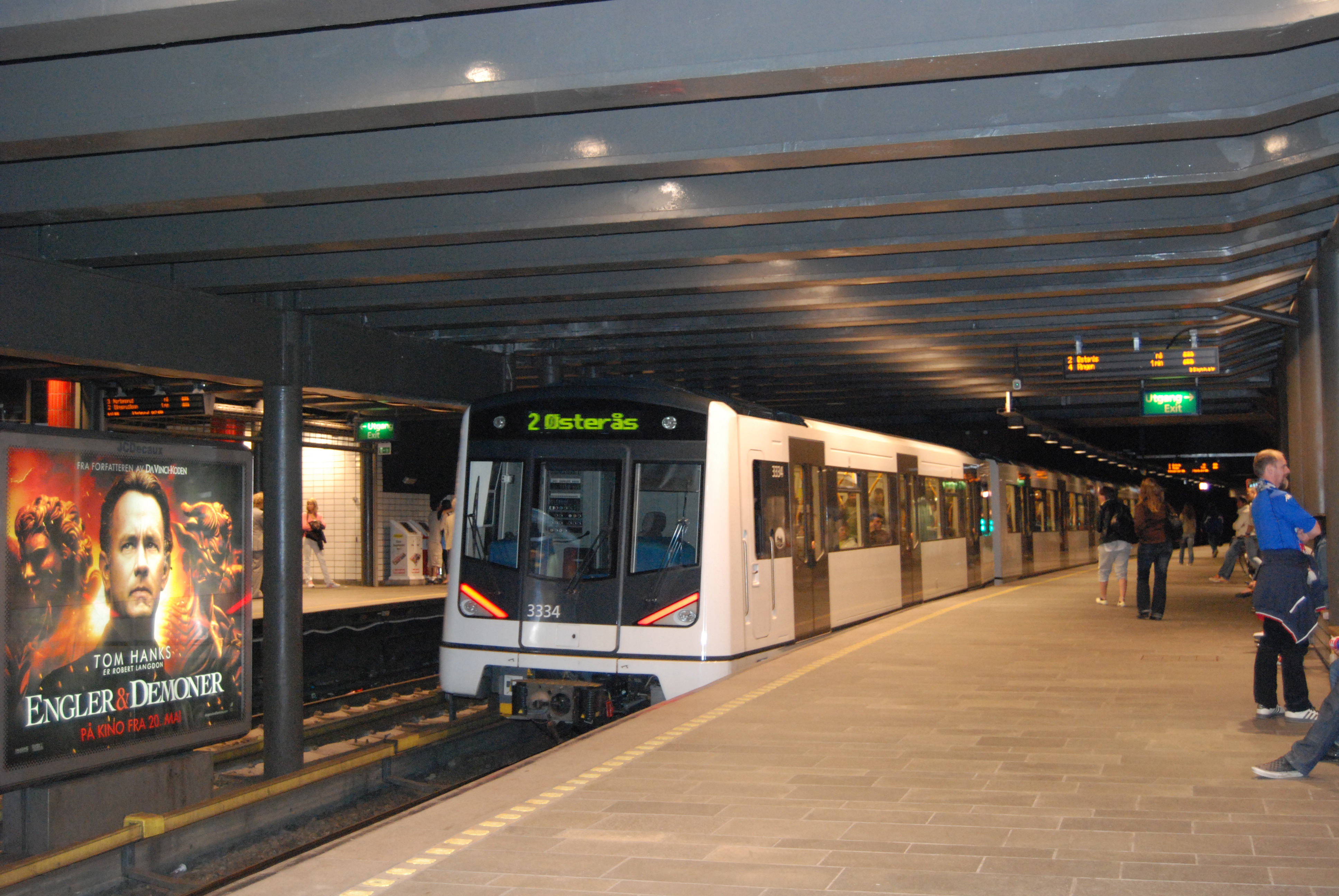
MX3000停靠在國家劇院站。

共用隧道（西段）於1928年6月27日通車，由哈康七世主持通車儀式。這使得奧斯陸成為北歐五國中第一個擁有地下鐵路的城市——比斯德哥爾摩早5年，比哥本哈根早6年。新建的隧道共1,620（5,310英尺），行經隧道需用時3～4分鐘。有兩間公司使用該隧道：霍爾門科倫鐵路公司和由阿克爾市政府成立的阿克爾電車公司。兩家公司都想取得隧道的經營權，而勞動部於1932年7月7日做出決議，阿克爾電車公司所屬的車輛每次經過隧道時，將從車票收入中收取一部份的費用。
1931年5月16日，挪威最高法院改判霍爾門科倫鐵路公司在坍塌事件中有罪，而隨之而來的賠償金使公司破產。 隨後阿克爾市政府買下大部分霍爾門科倫鐵路公司的資產，和勒阿線、松恩湖線一同併入阿克爾電車公司中。另外自1942年6月15日開始，隧道也會駛入來自貝魯姆電車公司的克薩斯線列車。該公司於1944年10月1日被奧斯陸電車公司購下，但至1971年7月1日才正式併入該公司。而阿克爾電車公司和奧斯陸電車公司隨著兩市合併，於1949年3月31日整合為奧斯陸軌路公司。

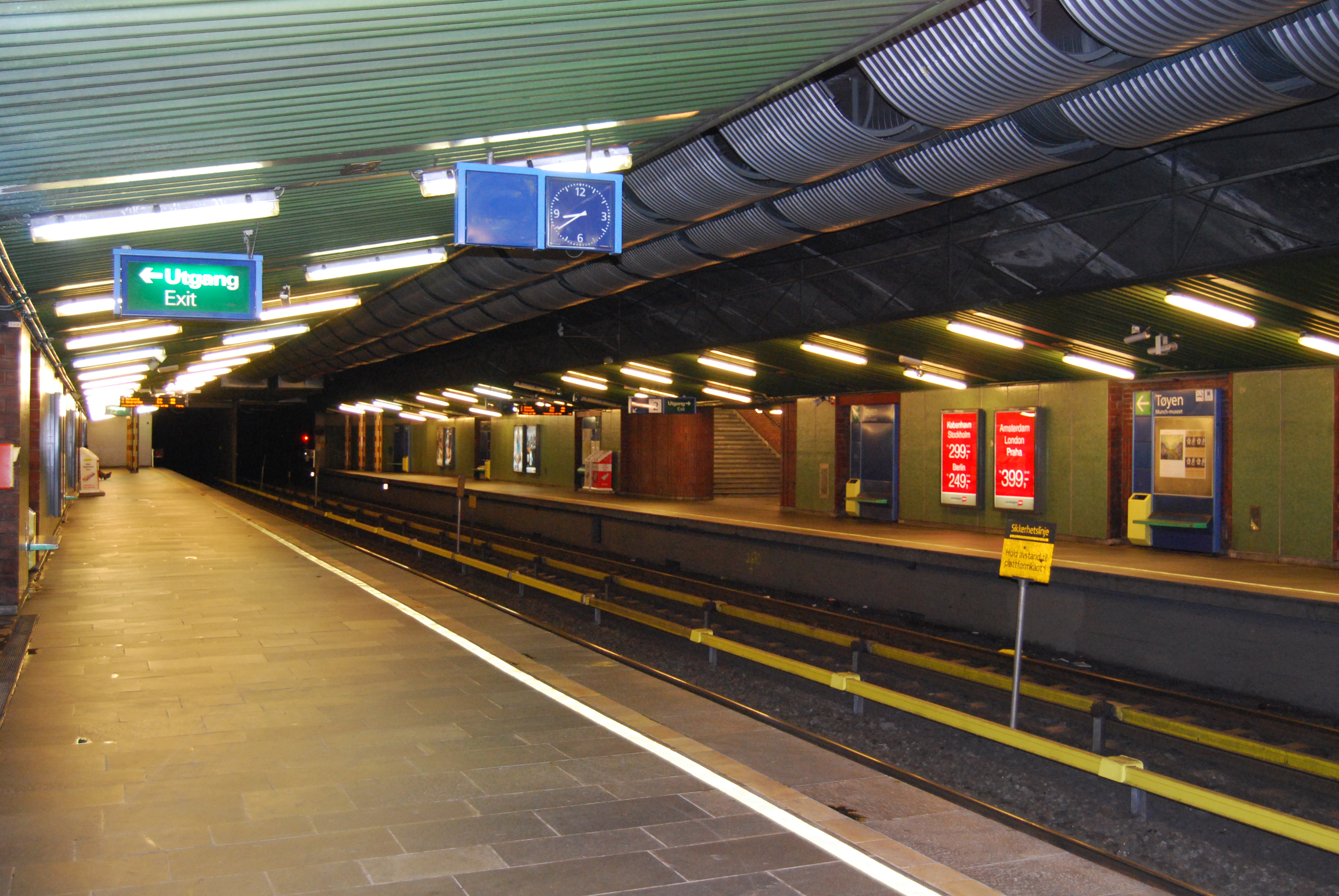
2009年的泰恩站。

### 東段
1948年，奧斯陸和阿克爾市兩市合併，取而代之的是新奧斯陸市。新市政廳開始著手計畫郊區的開發，特別是格魯呂谷地地區。處理郊區和地下鐵路的部門於1949年9月15日成立。第一個計畫於1954年3月成型：市政廳將建造一條從市中心至泰恩的隧道，並在市區東側建造4條支線前往各郊區。原始計畫中，隧道的終點位於格倫蘭，但隨後便決定將終點設在交通方便的鐵路廣場，方便旅客轉乘至奧斯陸東站（現在的奧斯陸中央車站）。
在此次的工程中，蘭伯斯特線和奧斯坦約線從電車升級為地鐵的標準；新建的格魯呂線和福呂塞線則經過了格魯呂谷地。新建路線的土建和電氣設備由市政廳發包給承攬商，而軌道的鋪設則由郊區和地下鐵路規劃辦公室完成。一開始原先計畫使用集電弓供電，採用600至650伏特的直流電；後來為了配合地鐵標準且降低維護成本、提供更多動力，改採第三軌供電，750伏特直流電。此隧道和新建路線還引入當時的尖端技術：車載號誌和移動式閉塞區間（達到隧道內間距90秒，支線間距120秒），當時全歐洲只有斯德哥爾摩地鐵採用。共用隧道（東段）連同蘭伯斯特線的升級工程於1966年5月23日通車， 且格魯呂線、奧斯坦約線和福呂塞線分別於1966年10月16日、1967年10月29日和1970年11月18日通車。

### 東西段隧道連絡工程

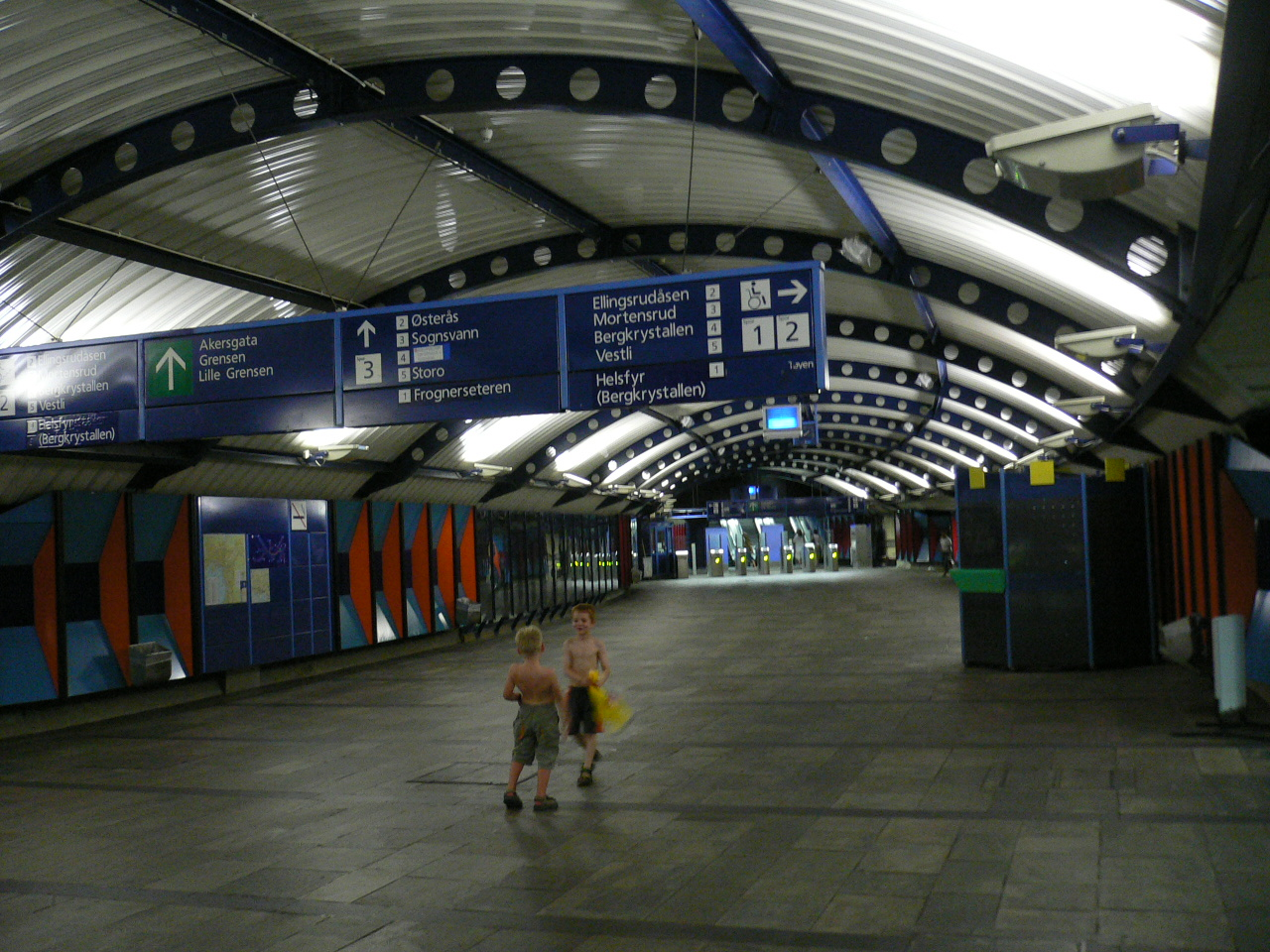
挪威議會站通道。

1960年代，德拉門線延伸計畫重啟，預計通過計畫中的奧斯陸隧道連接至奧斯陸東站，並且在接近國家劇院的地方設立一個車站。這將使得原來的終點站奧斯陸西站沒有實際用途，而且現有的東站將成為實質上的中央車站。 與此同時，奧斯陸軌路公司也正在研議連結城市東西兩側的路網：列車將經過一條和奧斯陸隧道平行的隧道，並且計畫在皇宮公園興建一座可連接西側電車系統和東側地鐵系統的轉運站，每日可供25,000人次使用。
當時，東西側的路網無法相容：西側為使用架空電纜、兩節車廂編組的電車，東側則為第三軌供電、六節車廂編組，而且東西兩側系統的月台高度不同。除此之外，媒體披露規劃者並沒有與幾位受雇的專家討論，而且並沒有考慮過替代方案，所以最初的計畫不被支持。 1975年幾位任職於挪威國家鐵路（NSB）的工程師提出替代方案：在國家劇院站西行方向建造一條燈泡線，讓西行的地鐵車輛可以在駛離國家劇院站後可不調頭返回東行隧道。而東行的電車車輛則於國家劇院站調頭往西行。

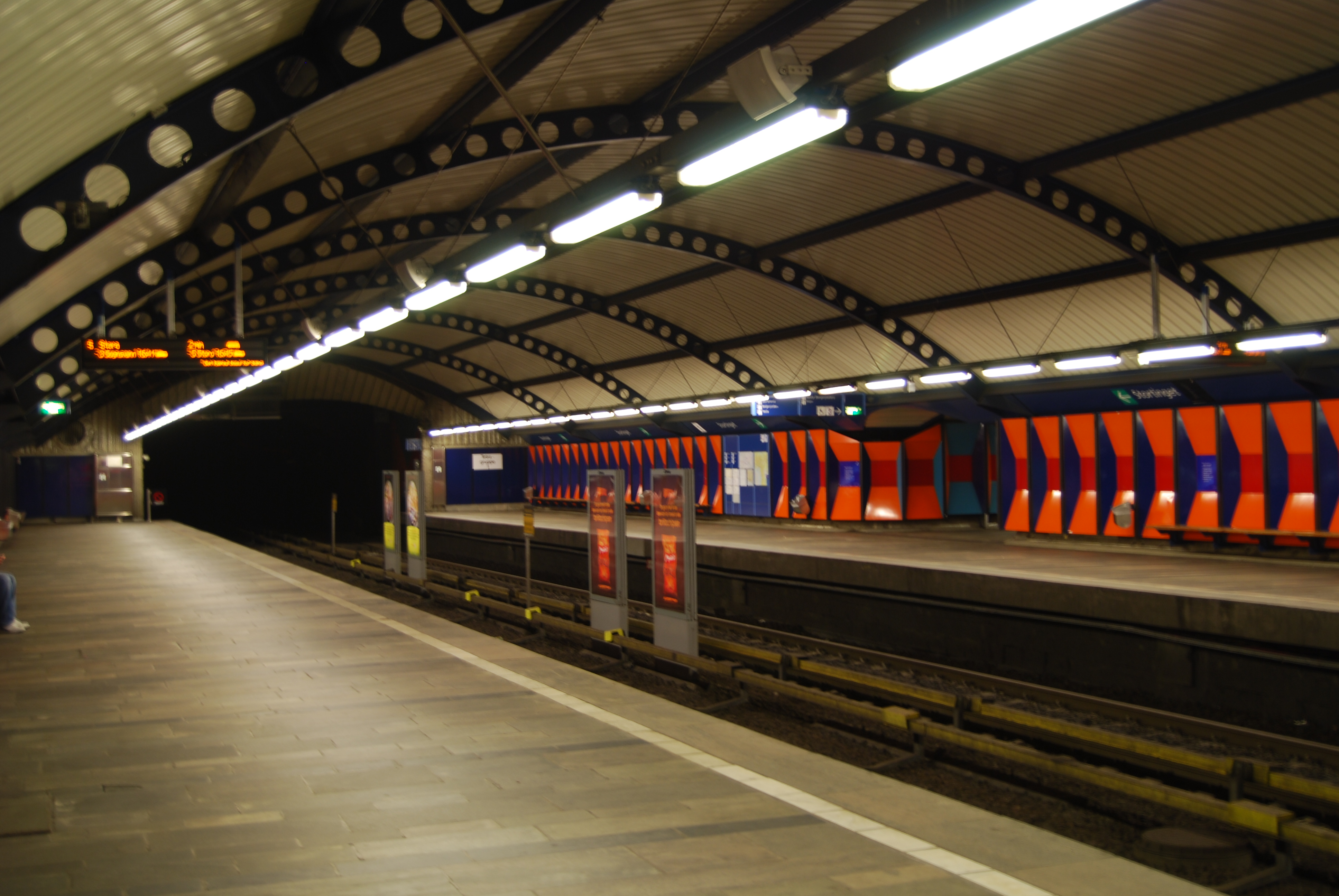
挪威議會站月台。

市議會於1969年3月22日決議在鐵路廣場站西側700公尺處興建市中心站（Semtrum）。該決議也涉及轉乘站要設於市中心站或國家劇院站。車站新建工程於1972年開工，並於1977年1月9日完工。該站施工期間即發現有滲漏問題，但直到1977年通車時仍未找到止漏的對策。此外，在1977年1月的試營運期間發現軌道被建造的太低，導致所有車種的車門無法正常開啟——這導致後來必須重新鋪設軌道在墊高後的軌道上。 1978年，郊區和地下鐵路規劃辦公室放棄了在將國家劇院站作為轉乘站的方案，並宣布轉乘站將設在市中心站。此次決議也包括將逐步進行西部路網升級為地鐵標準的工程。此提案獲得除了挪威工黨外的所有黨派同意並且通過。
到了1978年，市政廳和承包商認為市中心站的滲漏情況獲得了控制，因此改由市政廳管理此站。從1983年2月20日開始，市中心站關閉以進行整修和抓漏。市政廳發現漏水的原因有二：錯誤的施工工法和使用了劣質的混凝土。原先在招標時寫明的是正確的工法，但在決定承包商後，市政廳又與賽爾瑪公司另外簽訂了關於防水膜的合約，導致施作時與原來的工法不同。結合前兩項原因，漏水變得不可避免。1986年，市政廳向賽爾瑪公司求償車站維修費1億5800萬挪威克朗。
整修完成的車站於1987年3月7日重新開放，並且改名為挪威議會站，得名自車站附近的挪威議會（挪威語：Stortinget）。來自西側路網的電車停靠在舊月台（市中心站時期興建的月台），地鐵車輛則利用附帶燈泡線的新月台。連接新舊月台之間的轉乘通道為長40（130英尺）的無障礙走道。隨著挪威議會站的開通和福呂塞線延伸至埃林斯呂多森段通車（1981年），東側地鐵路網已宣告完成。

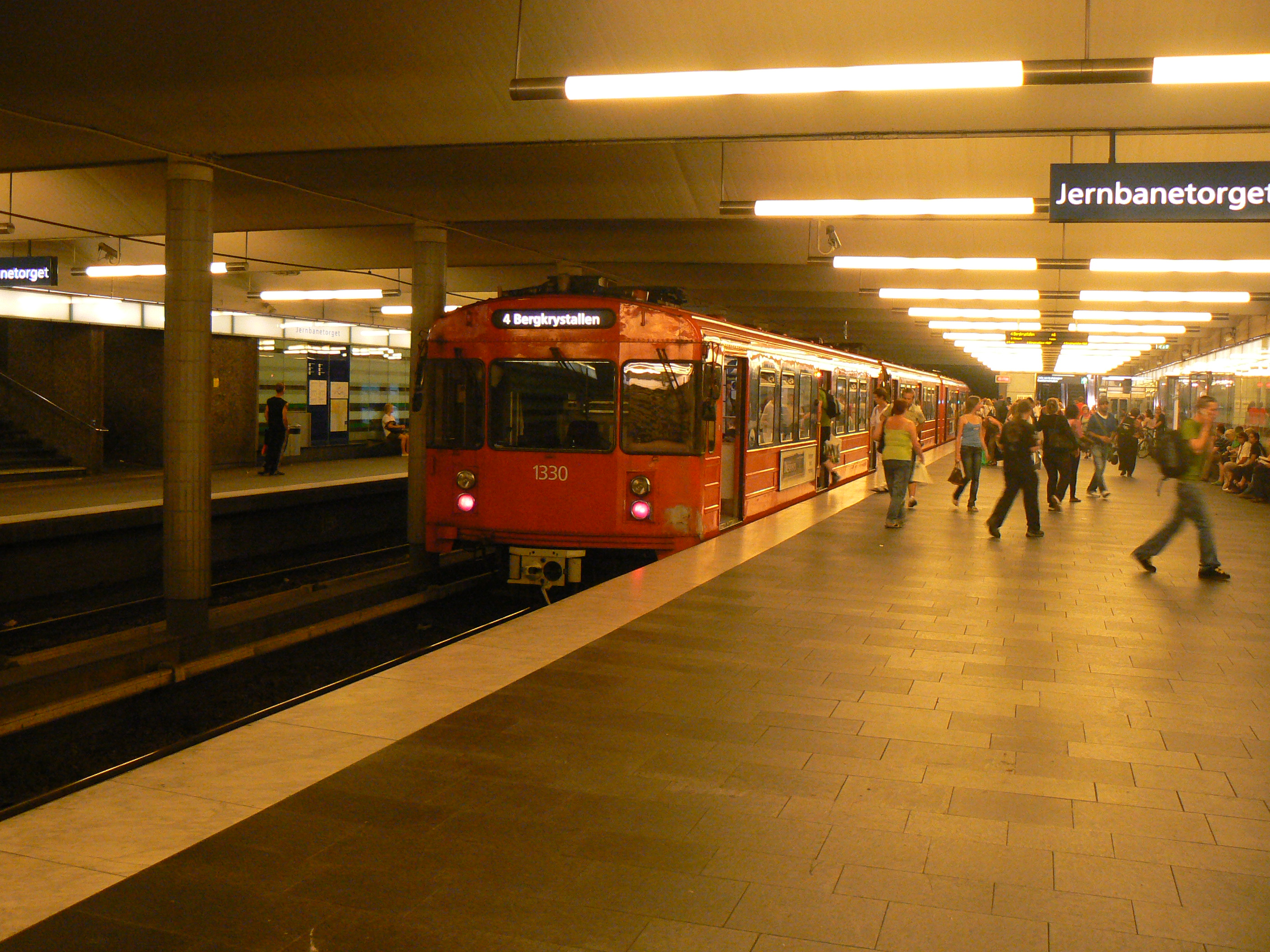
2008年拍攝，T1000停靠在鐵路廣場站。

1987年10月7日，市議會決定對城市西側的電車路網進行升級，升級為地鐵標準以連接至東側地鐵路網。松恩湖線被選為第一條進行升級的路線：架空電纜被替換成第三軌，引入列車自動保護系統（亦稱為ATP）並且加高、加長月台長度（以容納六節車廂）。此次升級也包括在共用隧道少校宮至挪威議會站段引入第三軌供電系統。1993年1月10日，松恩湖線重新通車，且從4月4日開始可以經由共用隧道連接到蘭伯斯特線。升級過後的路線使用當時的地鐵T1300型車輛。

## 未來計劃

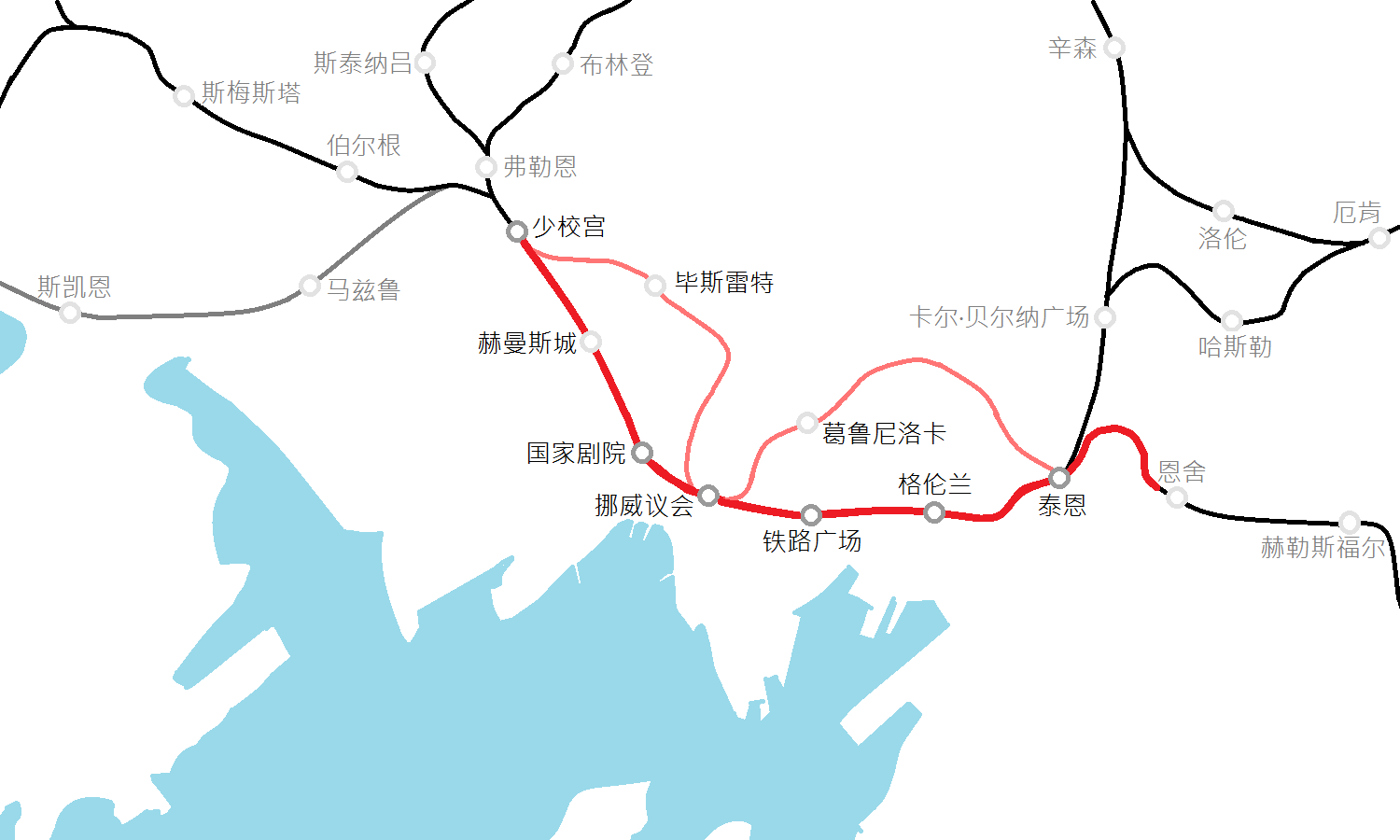
未来的共用隧道（红线）、新隧道（粉红线）和福尼布线（灰线）。

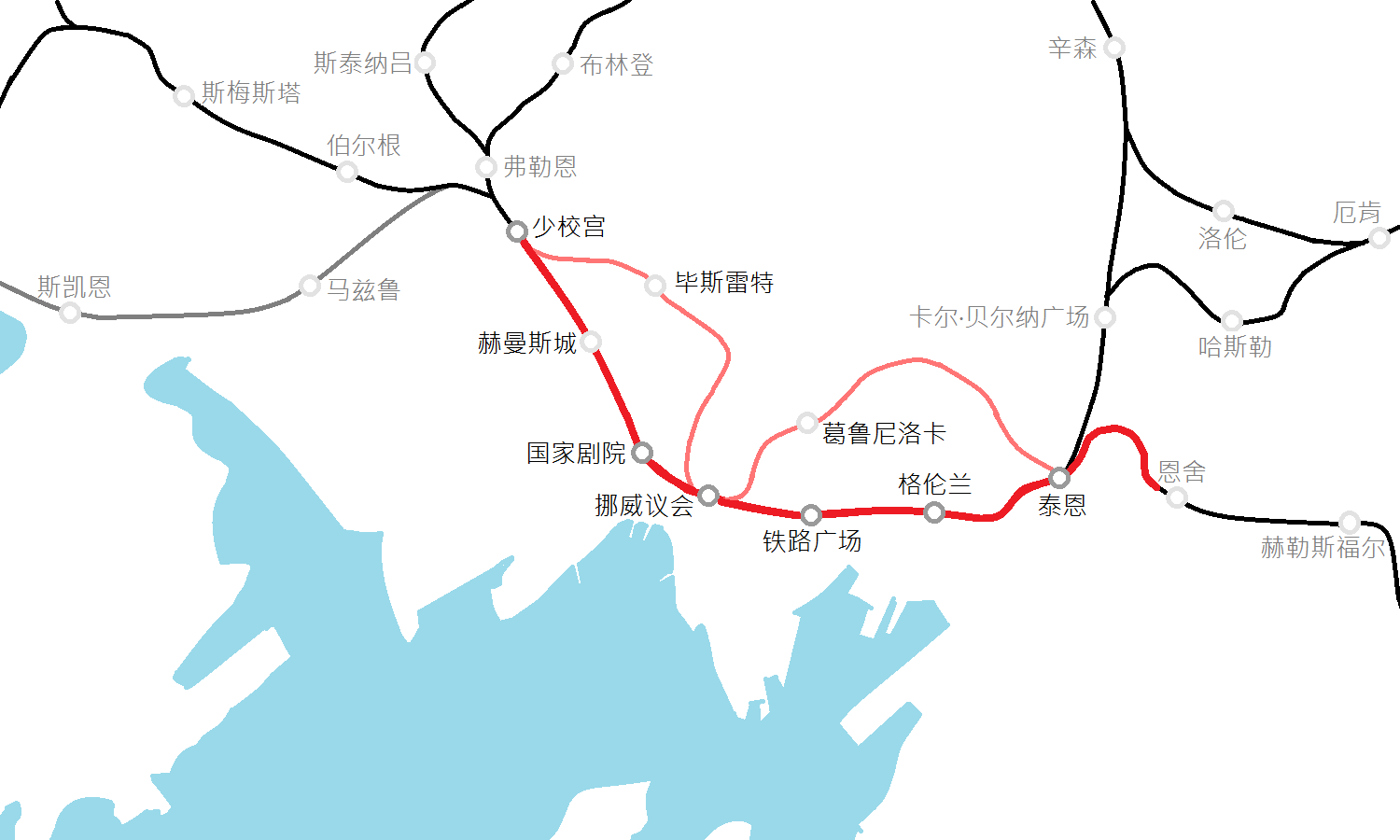
未来的共用隧道（红线）、新隧道（粉红线）和福尼布线（灰线）。

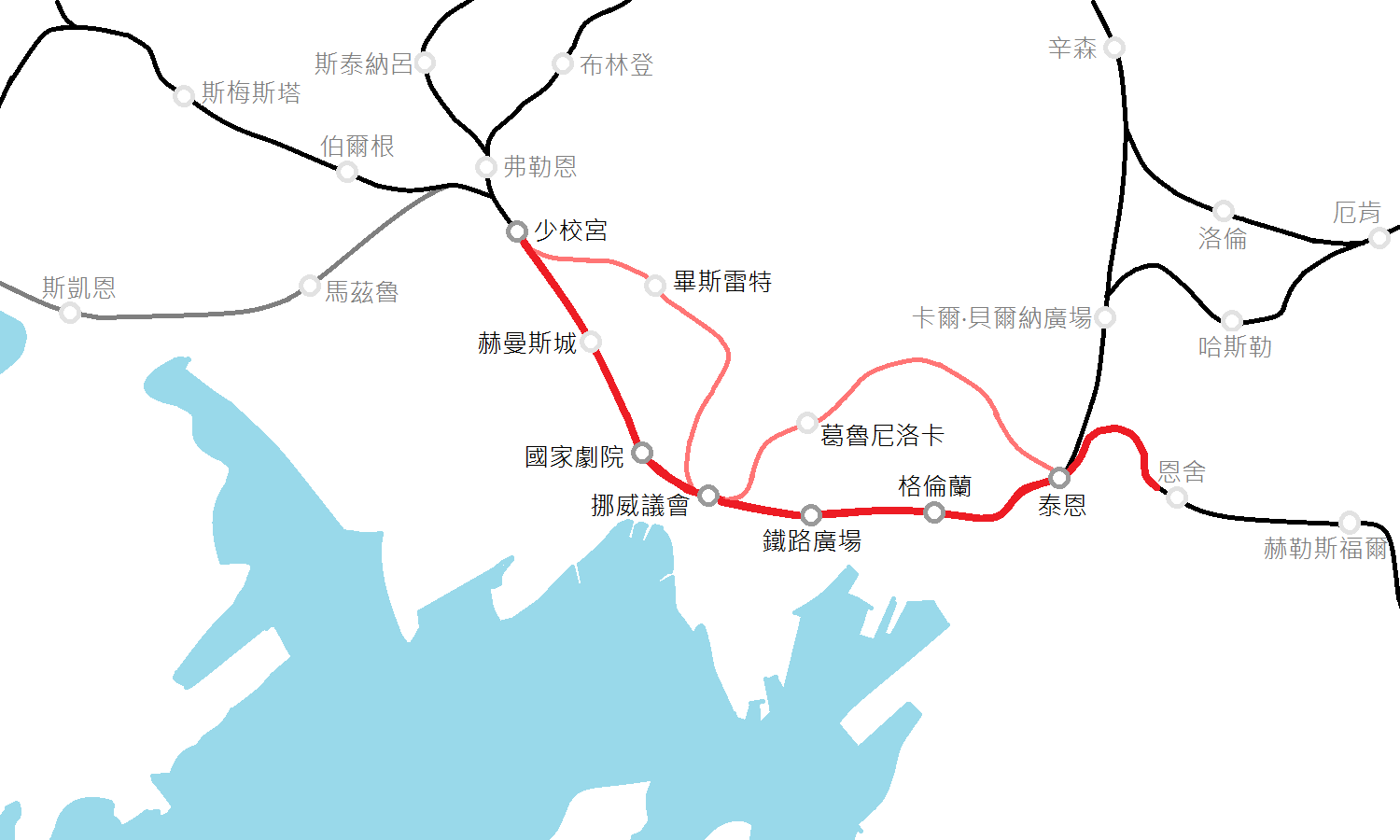
未來的共用隧道（紅線）、新隧道（粉紅線）和福尼布線（灰線）。

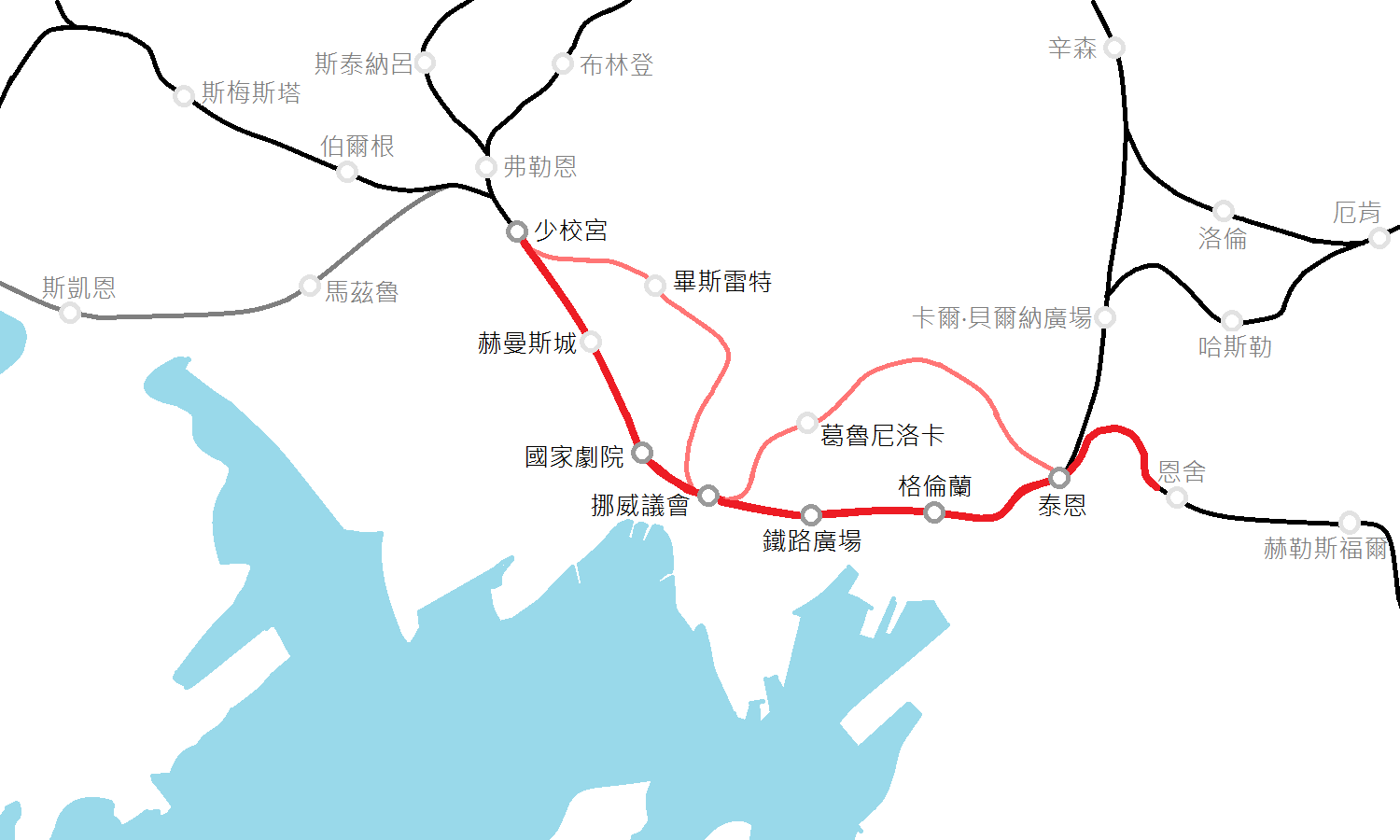
未來的共用隧道（紅線）、新隧道（粉紅線）和福尼布線（灰線）。

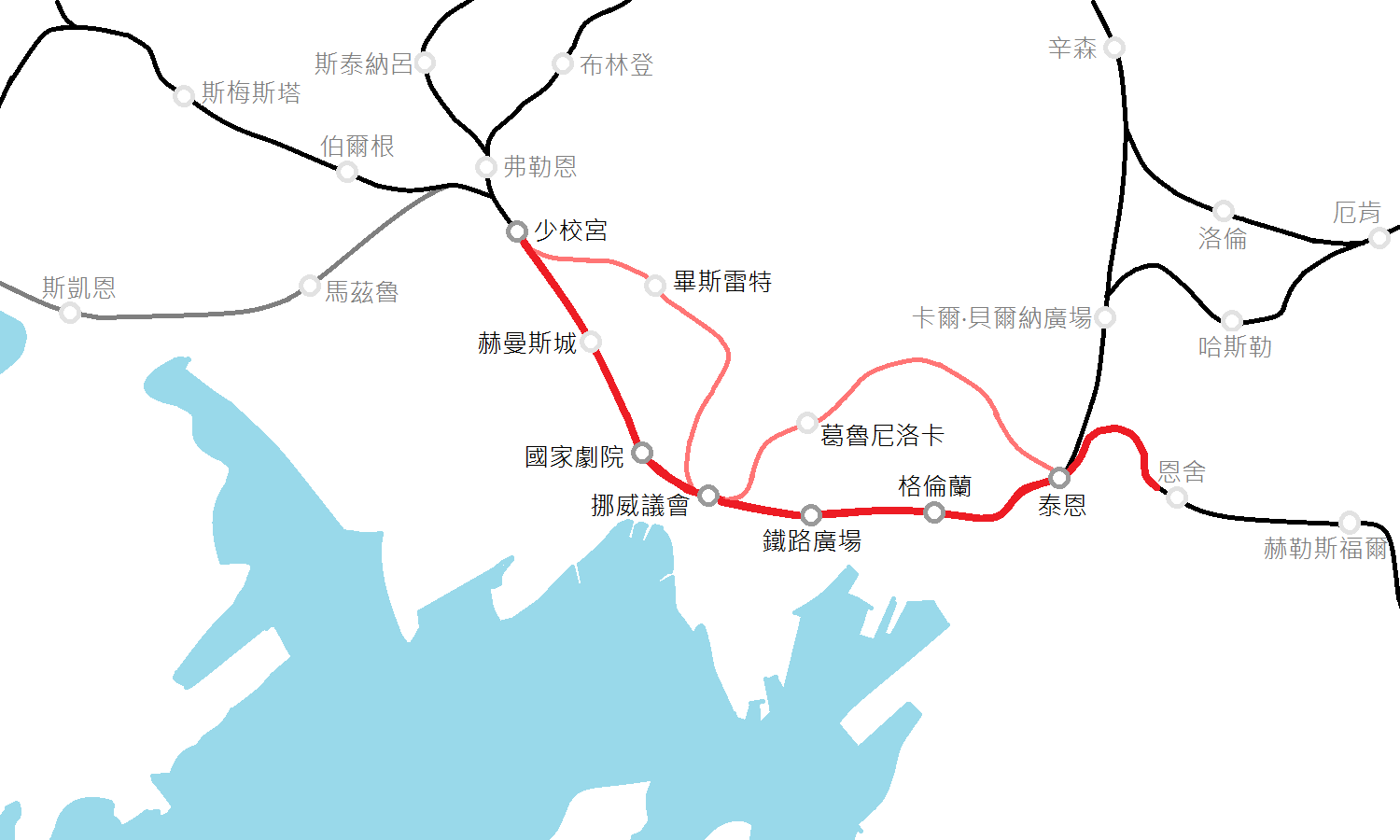
未來的共用隧道（紅線）、新隧道（粉紅線）和福尼布線（灰線）。

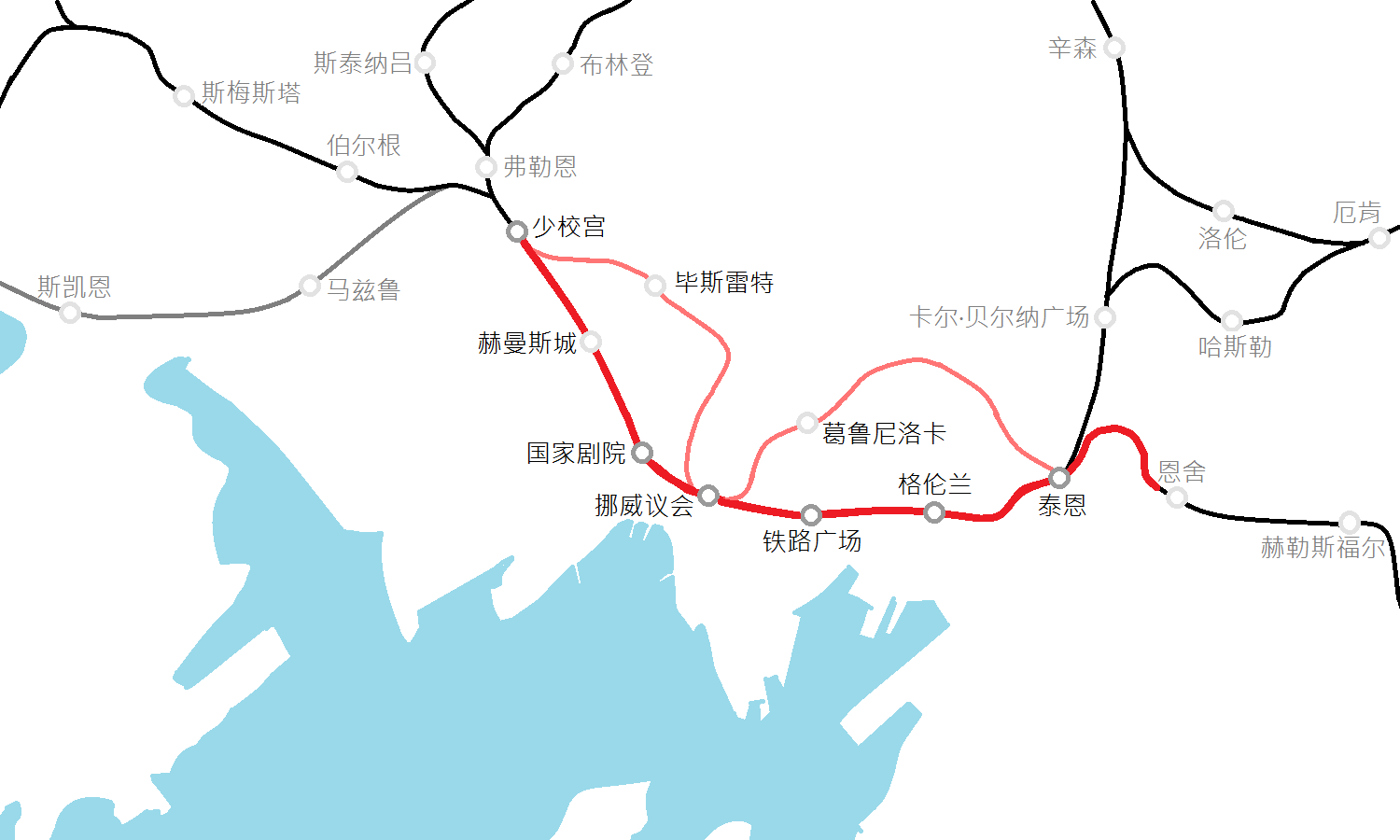
未来的共用隧道（红线）、新隧道（粉红线）和福尼布线（灰线）。

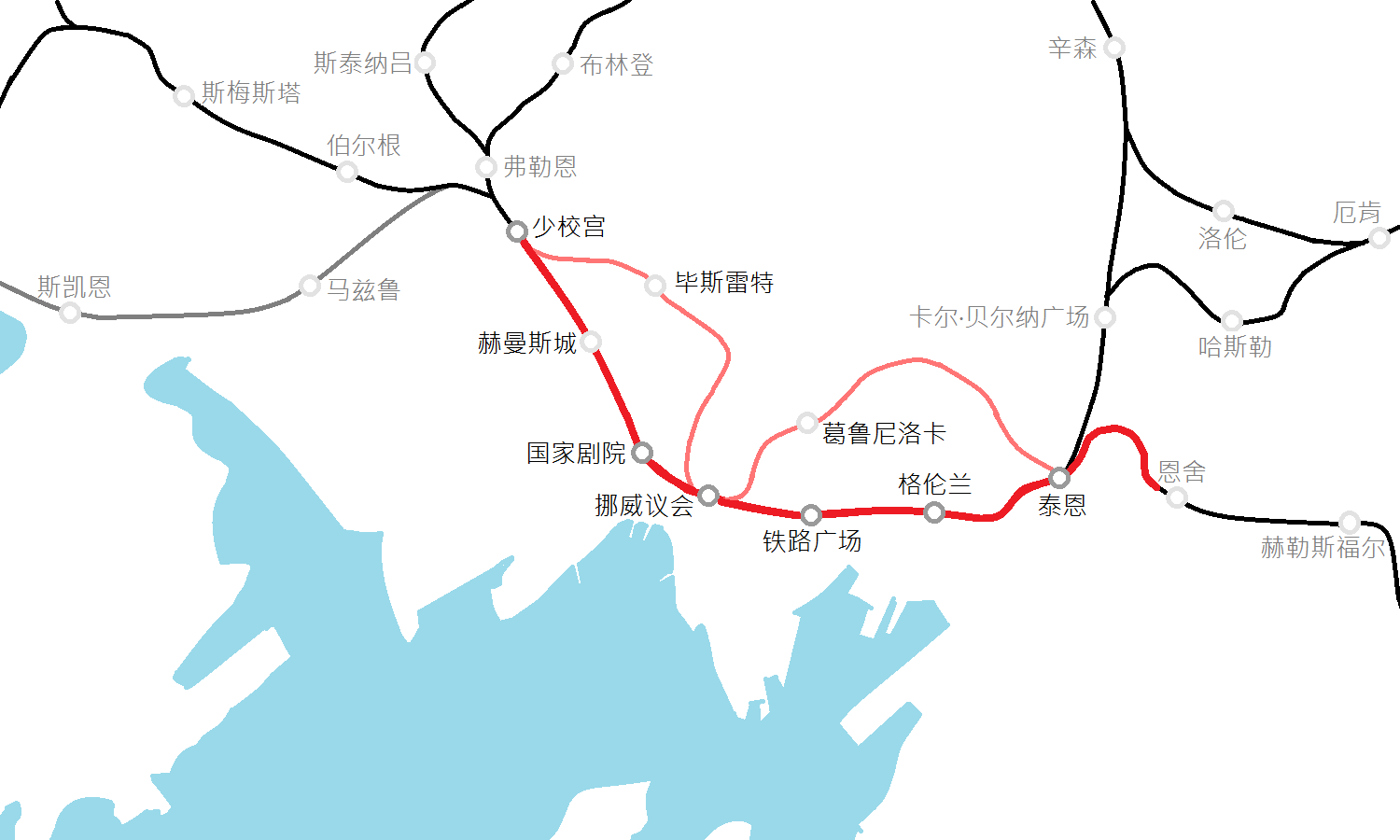
未来的共用隧道（红线）、新隧道（粉红线）和福尼布线（灰线）。

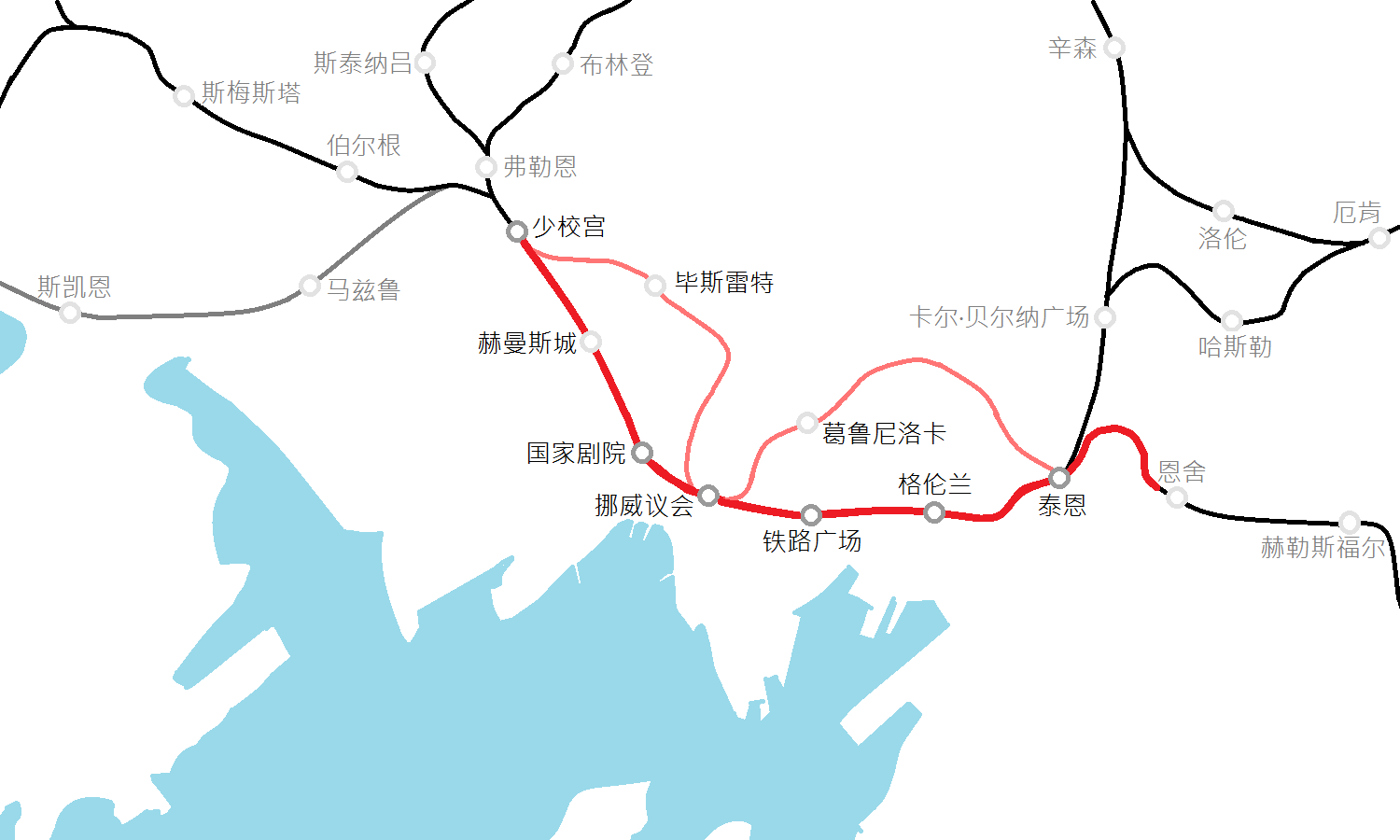
未来的共用隧道（红线）、新隧道（粉红线）和福尼布线（灰线）。

交通改善計畫三期是一個由結合地方和中央政府的交通基礎建設改善計劃。該計劃的經費來自中央的補助款、地方政府的部分稅收和奧斯陸外環高速公路的過路費收入，總金額共580億挪威克朗。此計劃將投入1億挪威克朗升級少校宮站至國家劇院站的隧道，改善過於窄小的隧道斷面（行駛時車廂與隧道壁面僅隔1英吋，且因為此原因，發生緊急情況需疏散旅客時只能從列車兩端疏散）和號誌系統。

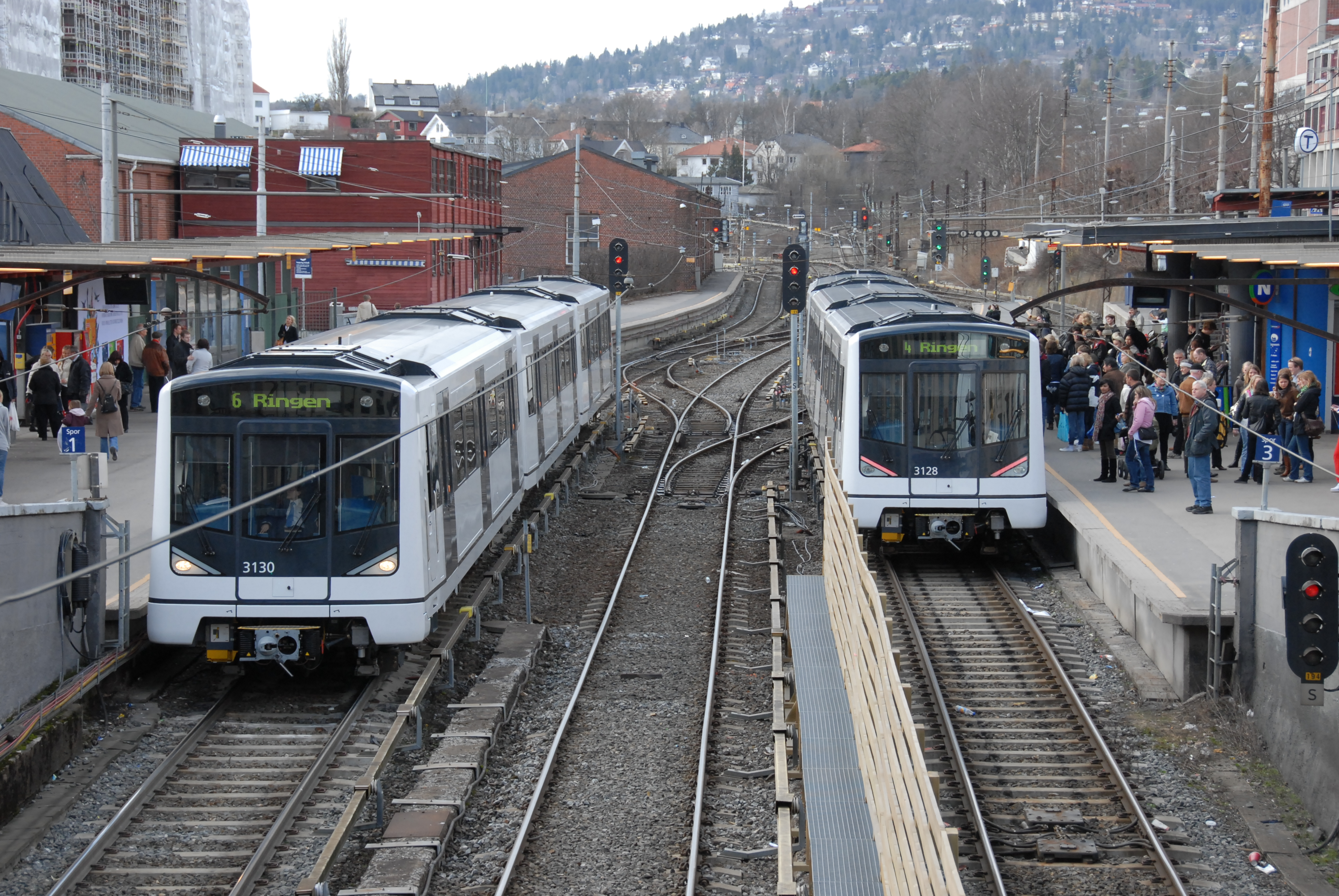
兩輛MX3000停靠在少校宮站。

由於目前的少校宮站的位置導致旅客轉乘距離過長，不方便轉乘電車和公車，Ruter計劃在少校宮站靠近沃基里廣場處興建一座新的地下車站。新的車站將擁有一座島式月台和六座出口，造價估計為18億挪威克朗。
另外，交通改善計劃三期中也計畫在弗朗納的赫曼斯城投入7億挪威克朗興建赫曼斯城站，位於少校宮和國家劇院站之間。車站被設計成每日可處理10,000位旅客，預計2014年開工，施工期3年，預定2017年完工。Ruter反對興建此站，並且指出已在2010年至2030年的長期計劃中就是否建造車站的問題給出了決定。 Ruter還提出當地的大眾運輸系統服務（電車）完善，不需再興建一座車站。因為地鐵至市中心所花的時間較使用電車的時間少，很可能導致原本面臨廢線的電車客源流失；興建地鐵後將導致目前已達飽和的共用隧道的運輸效率降低：所有搭乘西行列車的旅客將必須花費更多旅行時間，因為多了一個停靠的車站。

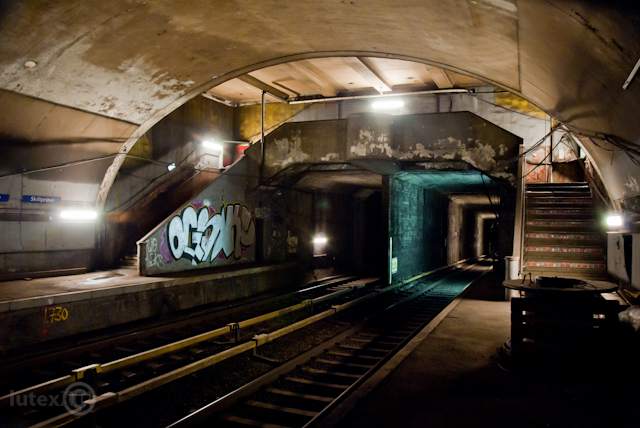
沃基里廣場站自1993年關閉後已成為幽靈車站。

隧道仍然是交通瓶頸。在不興建新隧道的情況下，增加運輸量的方法可透過將原本使用中的三車廂列車升級為六車廂列車或更新號誌系統及引進無人駕駛列車。Ruter在2009年的計劃中預估在2030年前隧道每小時將可運行從原來的52輛列車增加為64輛列車。但到了2011年，Ruter宣布提升運輸量的計劃時程縮減，預估在2025年之前便可達成目標。 更進一步增加運量的唯一方法是興建第二條穿越市中心的隧道。第一個計劃要求在共用隧道北面興建新隧道，大致在共用隧道和環線的中間處，以替代興建通過市中心新隧道的方案。

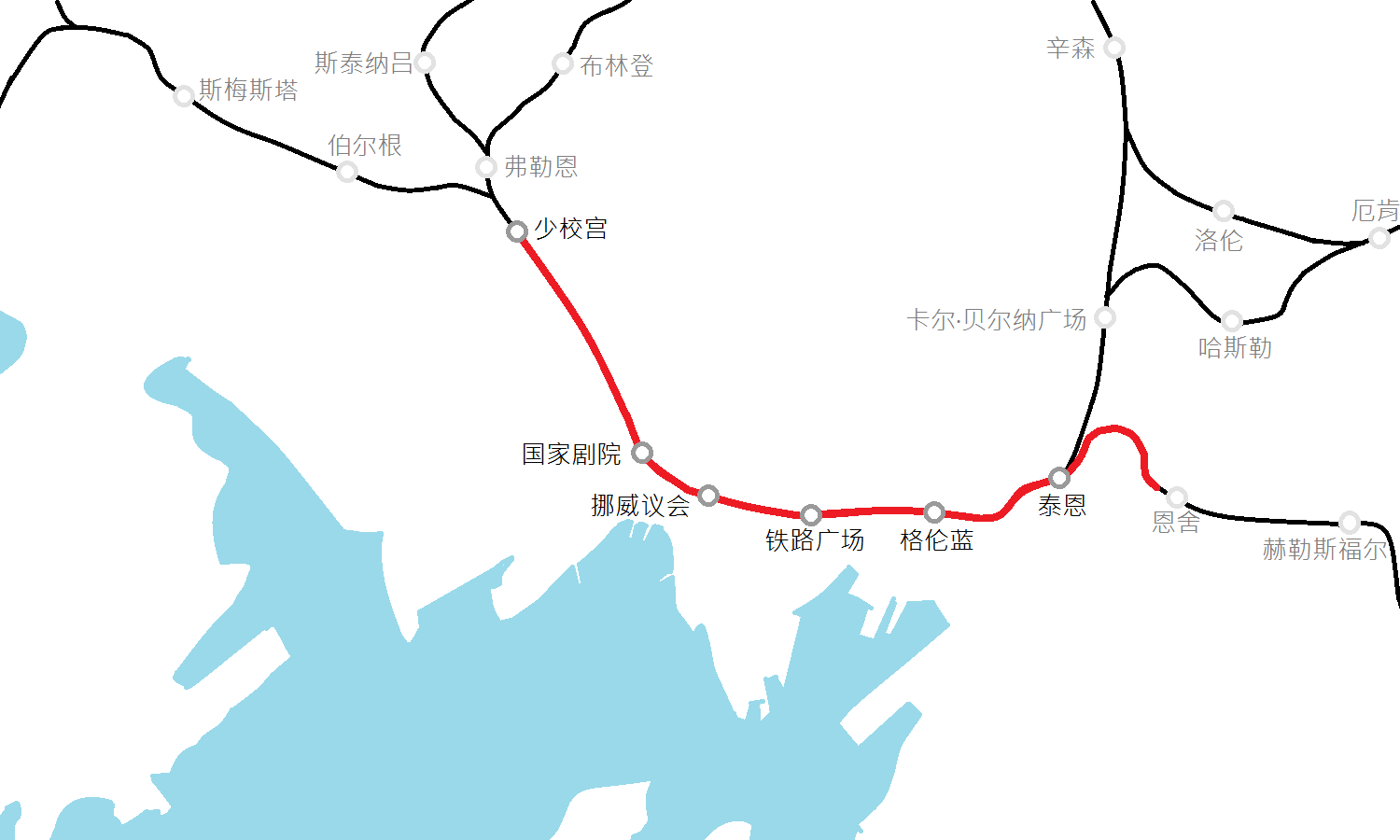
目前的共用隧道（红线）。

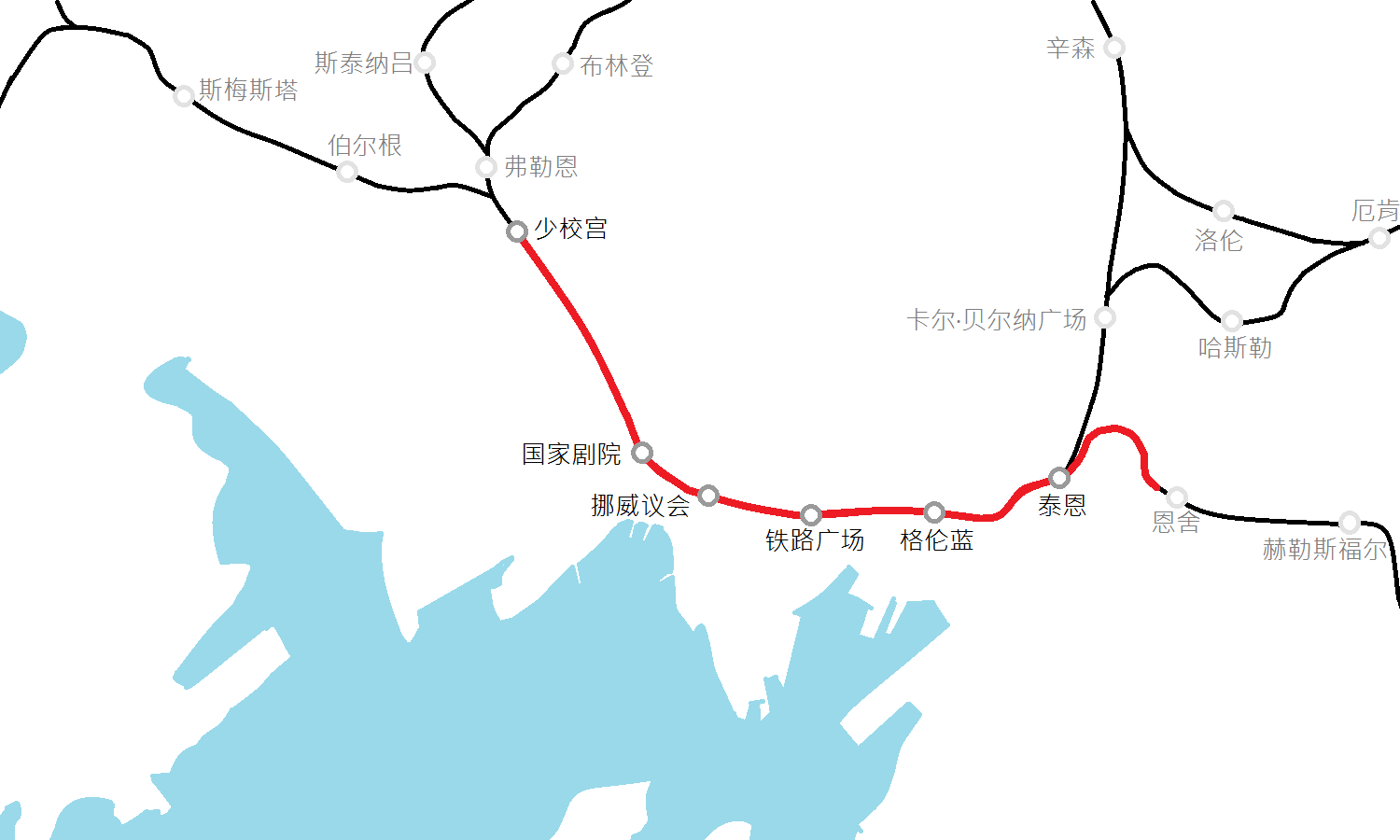
目前的共用隧道（红线）。

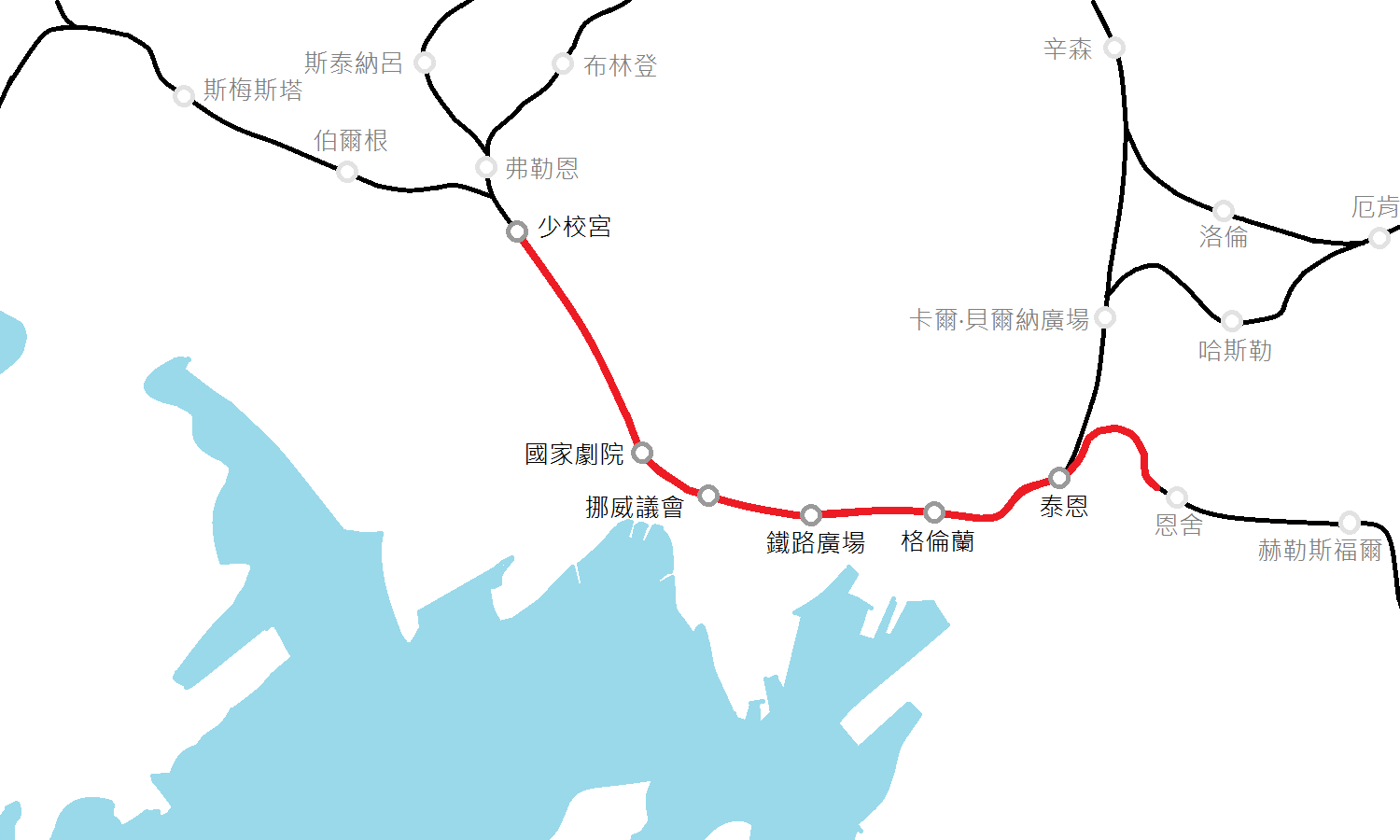
目前的共用隧道（紅線）。

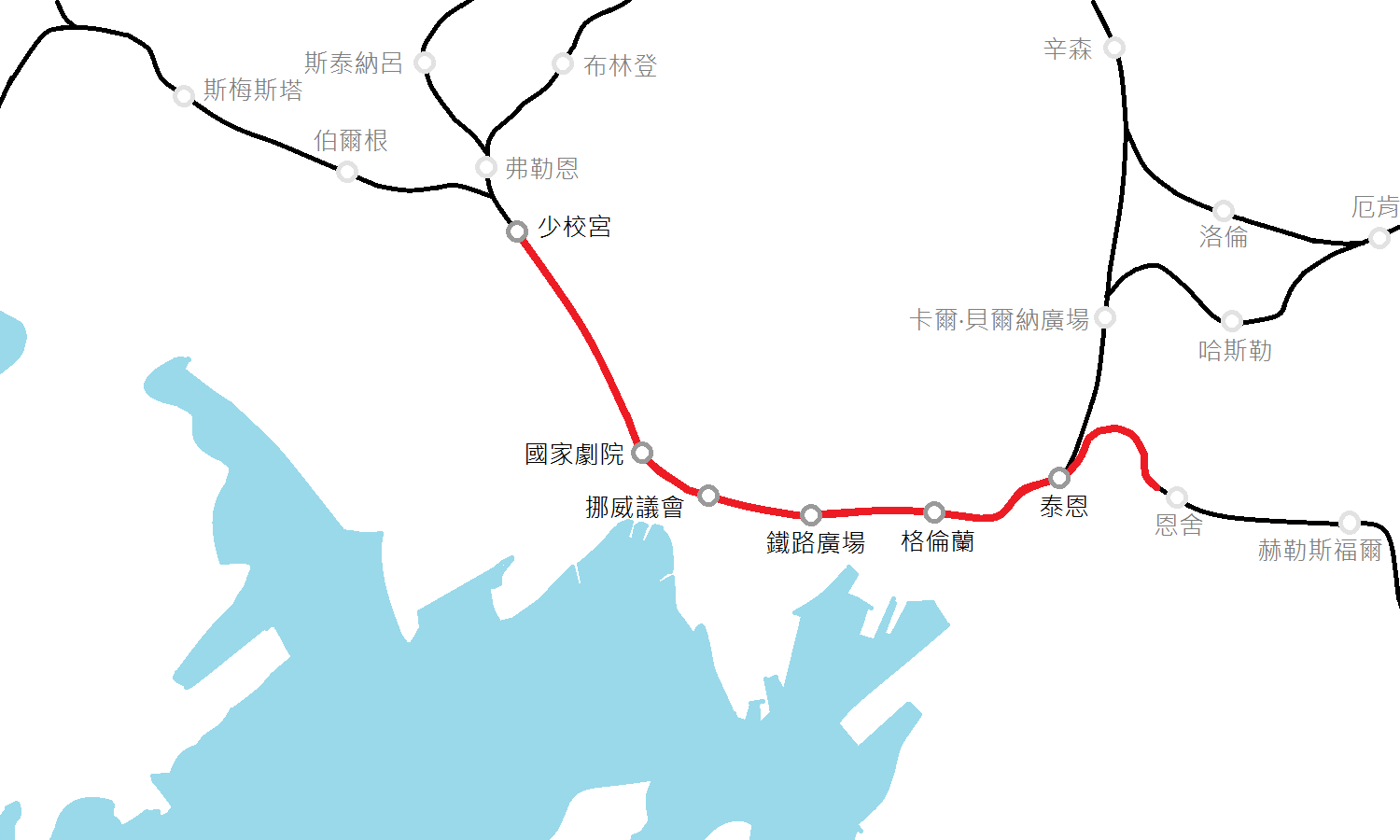
目前的共用隧道（紅線）。

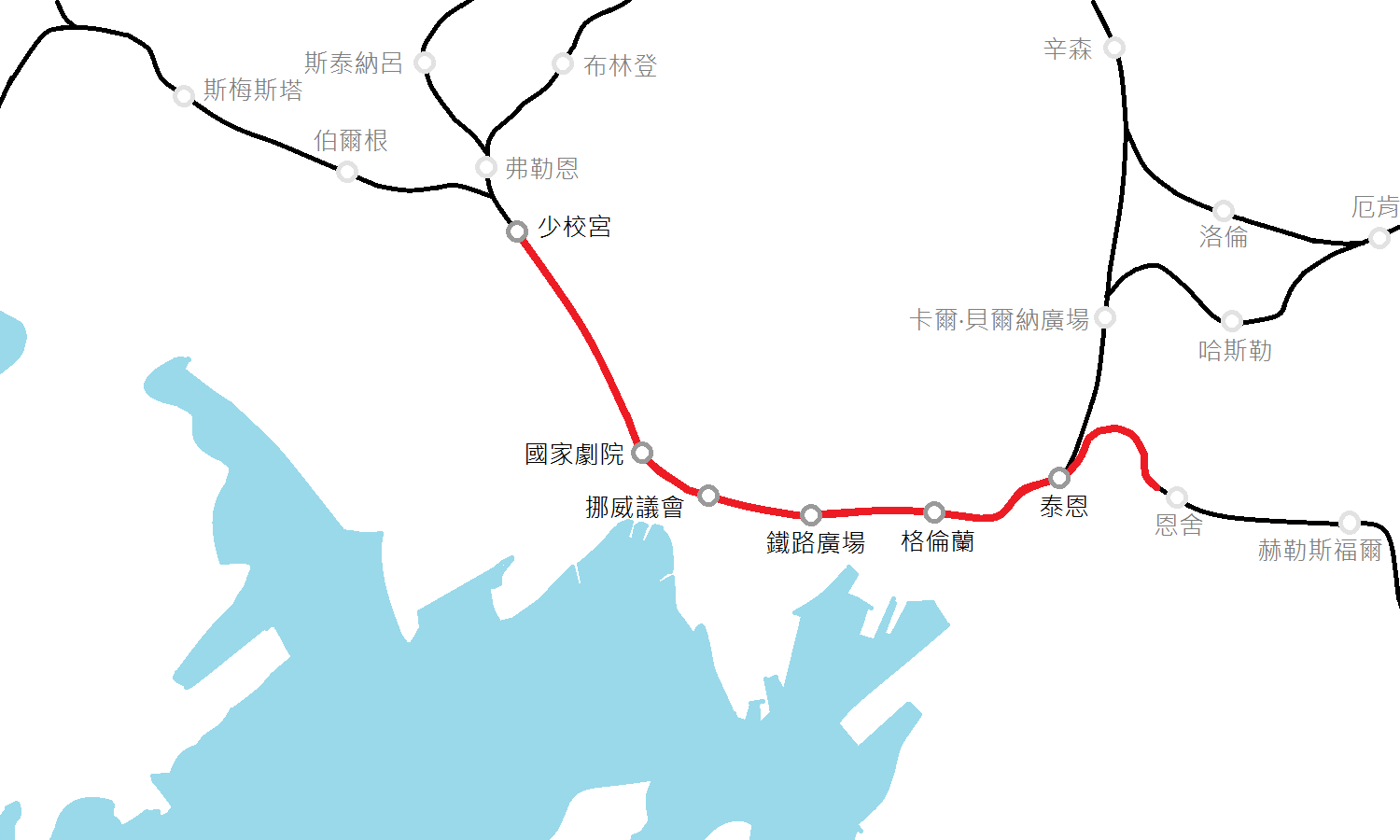
目前的共用隧道（紅線）。

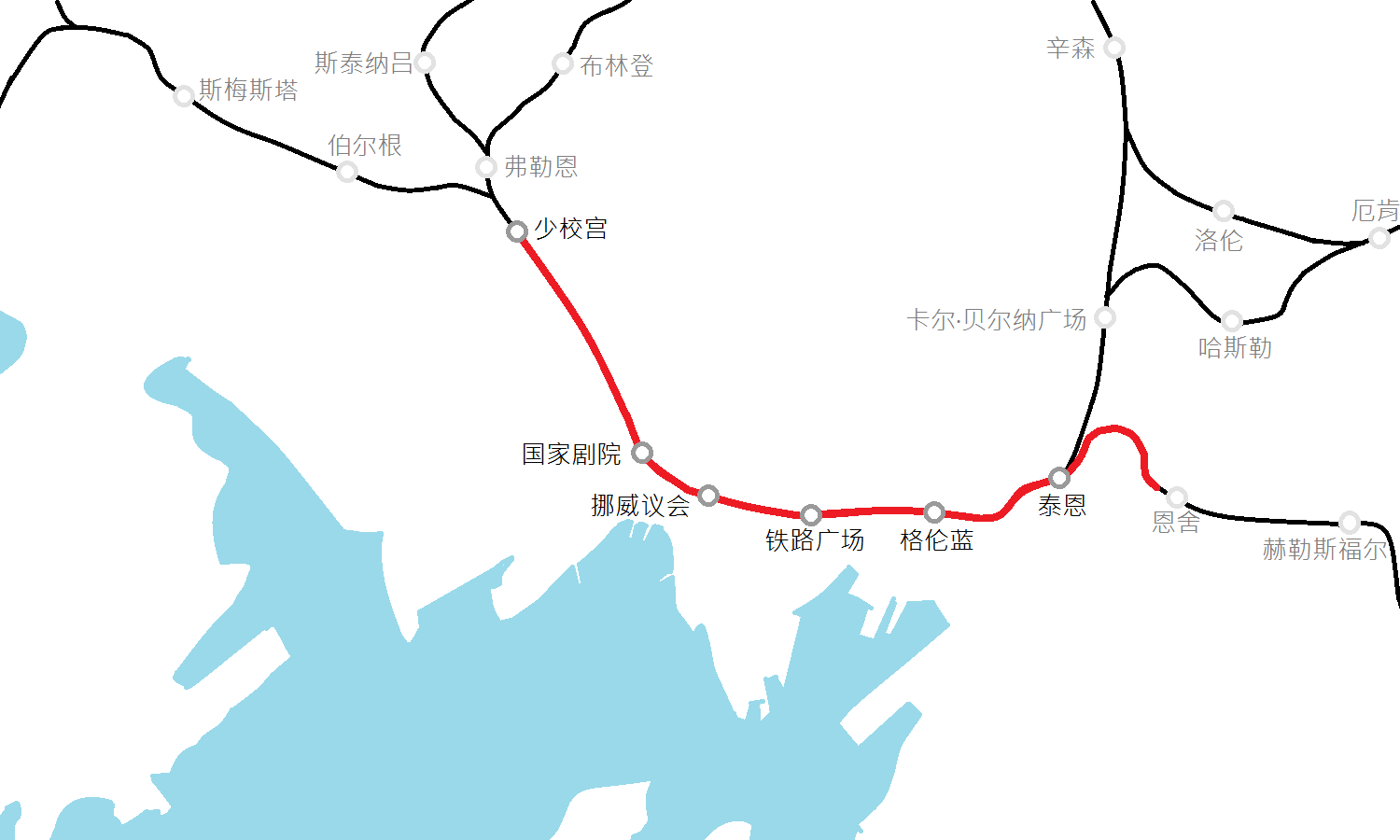
目前的共用隧道（红线）。

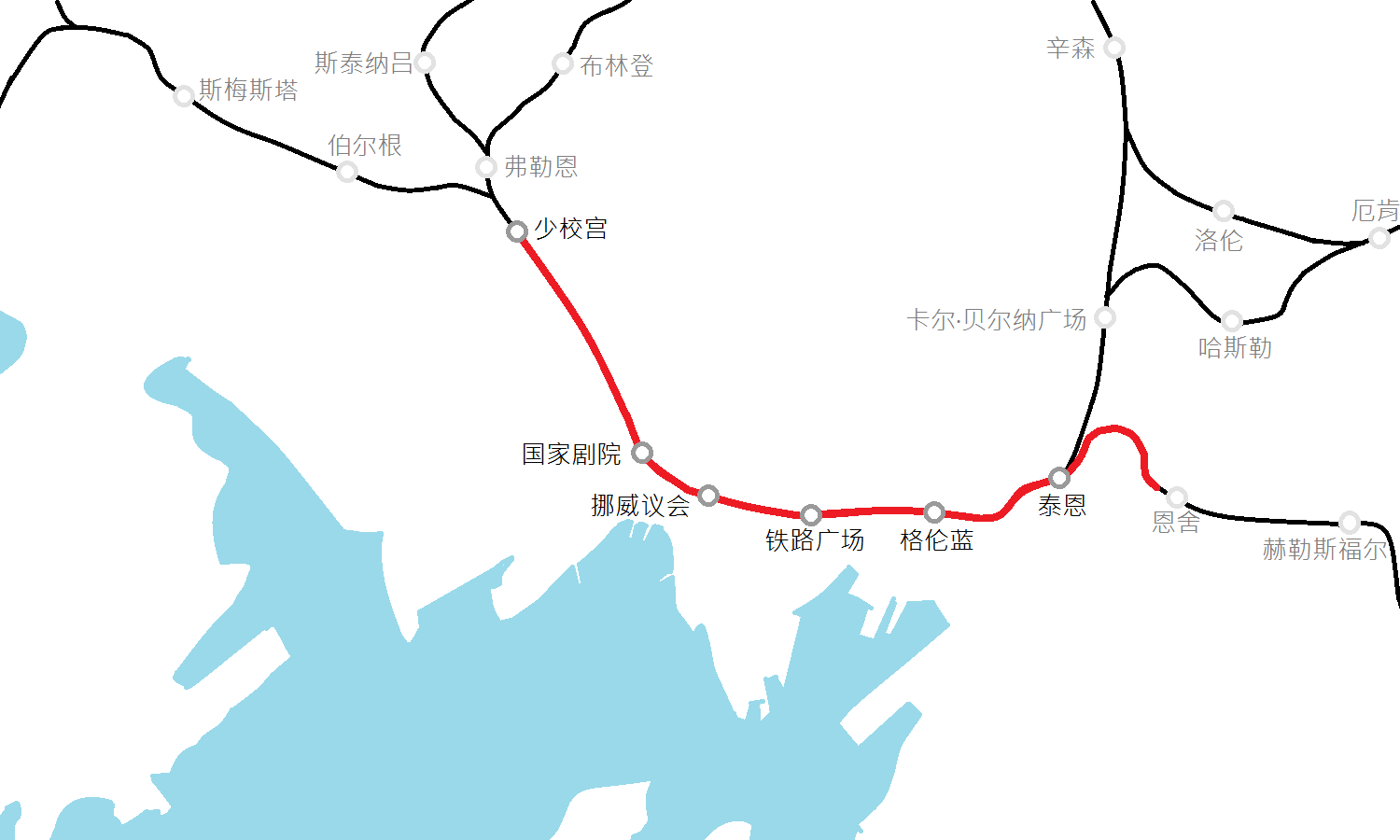
目前的共用隧道（红线）。

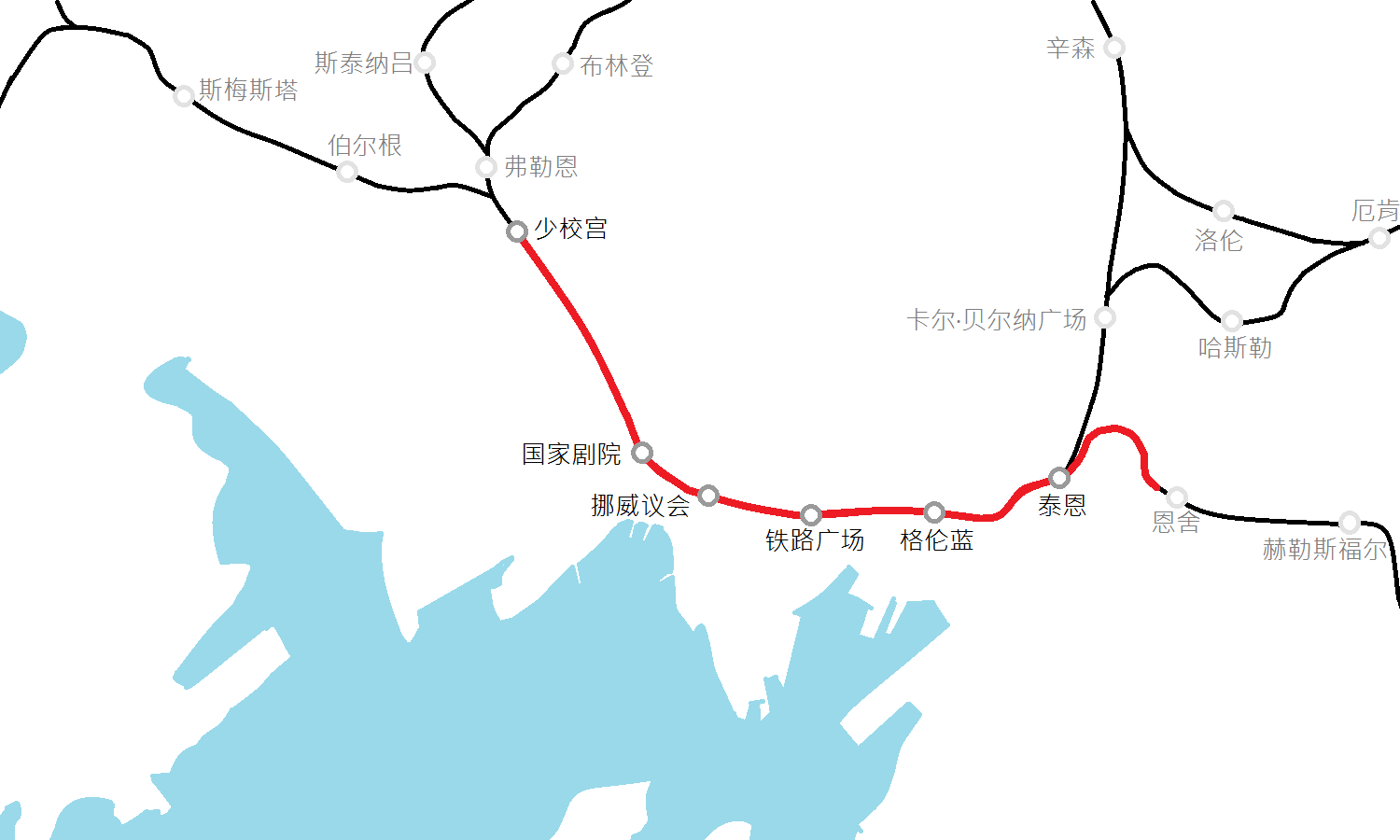
目前的共用隧道（红线）。

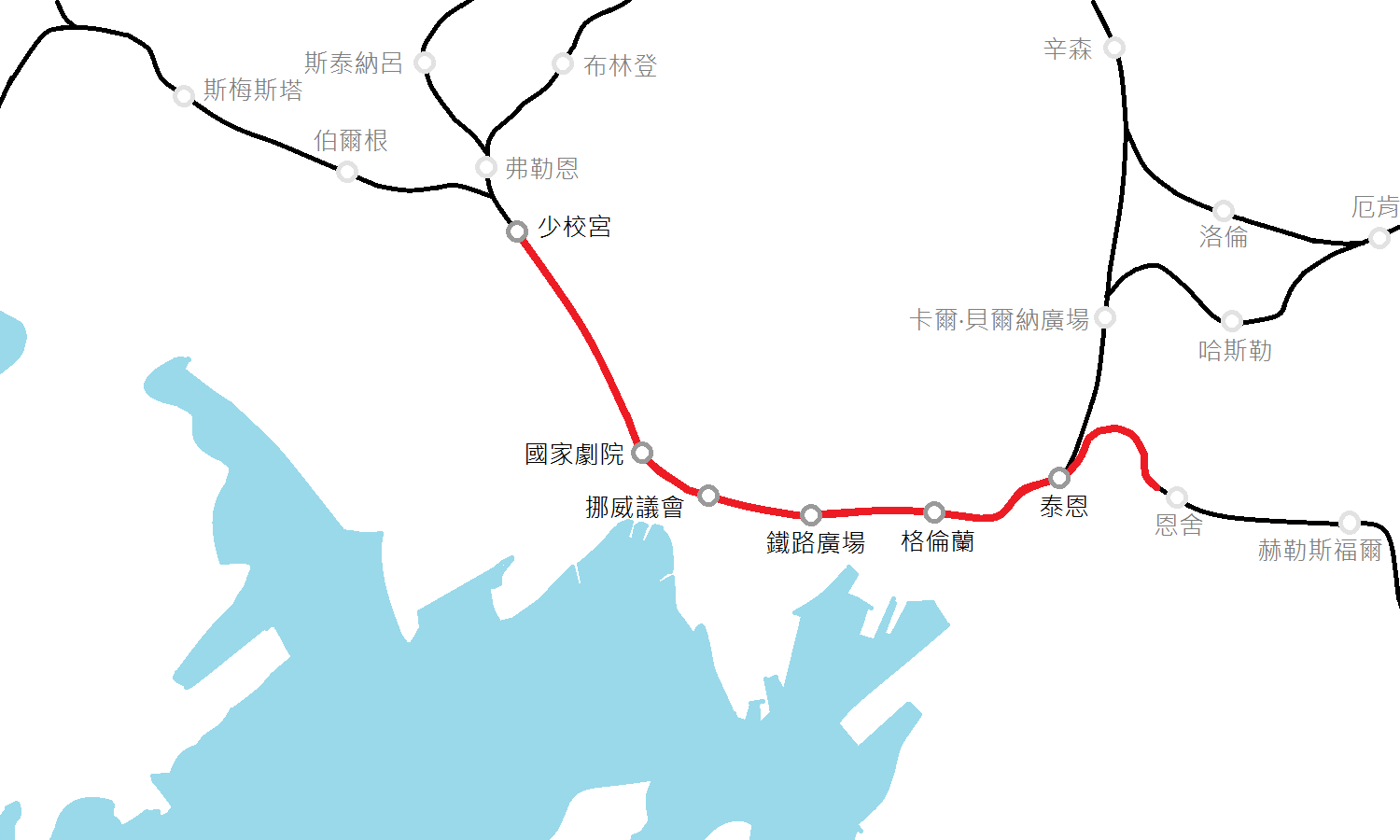
目前的共用隧道（紅線）。

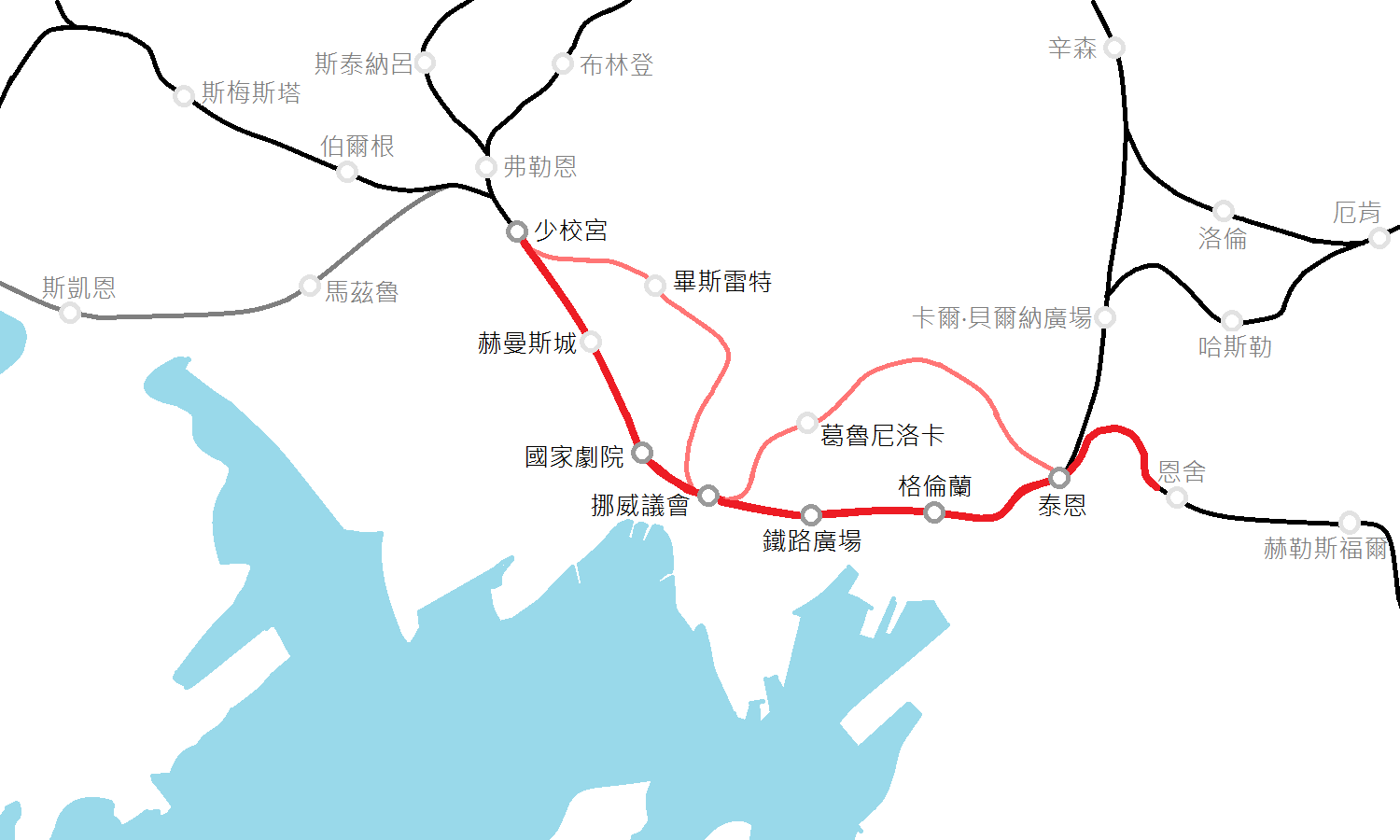
未來的共用隧道（紅線）、新隧道（粉紅線）和福尼布線（灰線）。

Ruter2011年的計劃預計將興建一條從少校宮經挪威議會至泰恩的新隧道，但是會改為經過較原隧道更北的聖漢薩根和葛魯尼洛卡地區，在畢斯雷特體育場、漢默斯堡和歐勒夫·拉伊廣場設有地下車站。因此待新隧道開通後，現有的六條線路中的其中三條將改駛新隧道，然後在挪威議會站駛回舊隧道；而剩下的線路則在挪威議會站從舊隧道改駛向新隧道。 Ruter宣稱班距將可縮短6分鐘，且可允許計畫中、前往斯凱恩、福尼布和內索登地區的福尼布線可以與現有的地鐵路網連結。 Ruter表示由於目前現有隧道的車站位於市中心，為大部分旅客的目的地，因此若新隧道遠離市中心，則應該穿過同樣也有相同交通量的區域，以確保每單位的列車可以更高效率運輸乘客。
Ruter估計新隧道的建設成本為100億挪威克朗，並且認為新隧道建成後具高效用值：Ruter宣稱這個計劃「可能是目前為止最具經濟效益的計畫」。交通改善計畫三期並沒有預留新隧道建設的預算。至2010年時，人們發現計劃的資金不足，而且也不確定是否可以持續投入資金到2027年（交通改善計畫三期表訂於2027年結束）。隨著新隧道受城市規劃者的關注度提升，為新隧道建設爭取經費的方法可能為：接受來自市政廳、州政府的額外撥款、提高外環高速公路的過路費或暫緩計劃中的交通改善計劃四期。左翼政黨表示願意推遲或取消對一些道路項目的投資以籌得興建隧道的資金，但右翼政黨則表示不願意讓此計劃對道路項目的進展受到任何影響。